# 埃米尔·罗伊特
埃米尔·罗伊特（法語：Émile Reuter，1874年8月2日—1973年2月14日）是一名卢森堡政治家。他于1918年至1925年担任卢森堡首相，其后长期出任众议院议长直到1958年。1973年2月14日，他在卢森堡市去世，享年98岁。